# Cargo liner
Een cargo liner (vrachtlijnschip) was een koopvaardijschip waarvan de lading voornamelijk bestond uit hoogwaardige goederen en dat vaak ook passagiers vervoerde. Deze schepen waren zeer gewild door hun veelzijdigheid en hun regelmatige dienstregeling. Ze werden geïntroduceerd in het tweede deel van de negentiende eeuw en verdwenen grotendeels na de tweede helft van de twintigste eeuw door de opkomst van meer gespecialiseerde schepen.

## Eigenschappen
Een cargo liner was een schip dat volgens een regelmatig vaarschema vaste havens aan deed en het kon diverse ladingen vervoeren.
Cargo liners vervoerden niet enkel algemene vrachten zoals grondstoffen en stukgoed, maar ook voor passagiers waren er speciale accommodaties aan boord. Vele cargo liners hadden aangepaste ruimen voor specifieke ladingen zoals vloeistoffen, bevroren goederen en vele andere. In tegenstelling tot cargo liners richten ocean liners zich vooral op het vervoer van de passagiers. Ook verschillen de cargo liners van tramp liners die niet op regelmatige dienstroosters voeren.

## Geschiedenis
De cargo liner werd ontwikkeld in het midden van de negentiende eeuw. Dankzij de nieuwe technologie die het toeliet om grotere stoomschepen te bouwen die ook sneller waren dan de reeds bestaande vrachtschepen werden de cargo liners voornamelijk gebruikt voor vervoer van bederfelijke en hoogwaardige ladingen. De passagiersdiensten aan boord bestonden meestal uit slechts één klasse. De langere routes bleven buiten bereik door de weinig efficiënte stoomschepen en werden dus voornamelijk bevaren door de zeilschepen. Nadat Alfred Holt werden nieuwere stoommotoren in gebruik genomen die niet enkel veel efficiënter maar ook veel betrouwbaarder waren en werden alle routes bevaarbaar voor de cargo liners. Ze hadden nu een bereik van 9700 km (6000 mijl) voor ze terug moesten bunkeren. Na de opening van het Suezkanaal in 1869 en het Panamakanaal in 1914 was het gebruik van cargo liners nog winstgevender. De tijd van de cargo liners kwam ten einde rond 1970 met de introductie van meer gespecialiseerde schepen zoals containerschepen en tankers.